# Cottontree and Winewall
Cottontree and Winewall – osada w Anglii, w hrabstwie Lancashire, w dystrykcie Pendle. Leży 44 km na północ od miasta Manchester i 294 km na północny zachód od Londynu.